# Salud (videojuegos)

Una barra de salud, una posible representación de la salud de un personaje

Salud es una cualidad de los videojuegos o juegos de mesa que determina la cantidad máxima de daño o fatiga que algo recibe antes de abandonar la partida principal. En juegos de rol, esto suele tomar la forma de puntos de golpe (HP), un valor numérico que representa la salud de un personaje u objeto. El personaje del juego puede ser un personaje jugador, un boss, o un mob. La salud también puede atribuirse a elementos destructibles del entorno del juego o a objetos inanimados como vehículos y sus partes individuales. En los videojuegos, la salud suele representarse mediante elementos visuales, como una fracción numérica, una barra de salud o una serie de pequeños iconos, aunque también puede representarse acústicamente, como a través de los latidos del corazón de un personaje.

## Mecánica
En los videojuegos, como en los juegos de rol de mesa, un objeto suele perder salud al ser atacado. Los puntos de protección o la armadura les ayudan a reducir el daño recibido. Los personajes que actúan como tanques suelen tener más salud y armadura. En muchos juegos, sobre todo en los videojuegos de rol, el jugador empieza con una pequeña cantidad de puntos de salud y defensa, pero puede aumentarlos ganando la cantidad necesaria de puntos de experiencia y subiendo el nivel del personaje.
En diseño de juegos, se considera importante mostrar claramente que el personaje del jugador (u otro objeto que controle) está perdiendo salud. En su book Level Up!: The Guide to Great Video Game Design, el diseñador de juegos Scott Rogers escribió que "la salud debería agotarse de forma obvia, porque con cada golpe, el jugador está más cerca de perder la vida". Como ejemplos de visualización de la pérdida de salud, Rogers citó a Arthur de Ghosts 'n Goblins, que pierde una pieza de armadura con cada golpe sostenido, así como los coches de la serie Grand Theft Auto, en los que empieza a salir humo del capó después de que el coche reciba una cantidad significativa de daño.
El uso de puntos de salud simplifica el proceso de desarrollo del juego (ya que los desarrolladores no necesitan crear complejos sistemas de daños), permite a los ordenadores simplificar los cálculos asociados al juego y facilita la comprensión del juego por parte del jugador. Sin embargo, en varios juegos se utilizan sistemas de daño más complejos y realistas. En Dwarf Fortress, en lugar de puntos de salud, los enanos tienen partes del cuerpo separadas, cada una de las cuales se puede dañar. Los juegos Fallout' usan puntos de salud, pero permiten a los personajes infligir daño a diferentes partes del cuerpo del enemigo, lo que afecta a la jugabilidad. Por ejemplo, si se lesiona una pierna, el personaje puede obtener una fractura lo que reducirá su velocidad de movimiento, y si su brazo está herido, el personaje puede soltar su arma. La salud también puede servir como elemento argumental. En Assassin's Creed, si el protagonista recibe demasiado daño, desviándose así de la ruta "correcta", el juego termina y devuelve al jugador al punto de control más cercano.
En algunos juegos como The Legend of Zelda y Monster Hunter, sólo son visibles los puntos de salud del jugador. Esto se hace para que el jugador no sepa cuántos golpes le quedan por asestar, lo que hace que el juego sea menos predecible. Por el contrario, otros juegos como la serie Street Fighter tienen los medidores de salud tanto del jugador como del oponente claramente visibles, lo que permite al jugador entender el éxito de su estrategia de combate y cuántos golpes restantes necesita infligir al enemigo.

### Regeneración
Los jugadores a menudo pueden restaurar la salud de un personaje utilizando varios items como pociones, comida o botiquines de primeros auxilios. En los videojuegos de rol, el jugador también puede recuperar la salud de su personaje visitando a un médico o descansando en una posada. Varios juegos incorporan una mecánica conocida como "robo de vida" o "sanguijuela de vida", que permite a un personaje recuperar salud desviándola de un enemigo. Los métodos para reponer salud difieren entre sí y dependen del género del juego. En los videojuegos de acción más dinámicos, es importante restaurar rápidamente la salud del personaje, mientras que los juegos de rol presentan métodos de restauración de la salud más lentos para lograr realismo.
Varios juegos incorporan un sistema de regeneración que repone automáticamente la salud si el personaje no recibe daños. Esto hace que el juego sea más fácil de jugar al dar al jugador la oportunidad de restaurar la salud del personaje después de una batalla difícil. Este sistema puede permitir al jugador correr con seguridad por partes peligrosas del juego sin consecuencias.
Los juegos Tag team suelen regenerar parte de la salud de un personaje en reposo.

### Clase de armadura
En algunos juegos de rol, la clase de armadura (abreviada CA; también conocida como defensa) es una estadística derivada que indica lo difícil que es asestar un golpe con éxito a un personaje con un ataque; también puede indicar la reducción de daño a la salud de un personaje. La CA suele ser una representación de las defensas físicas de un personaje, como su capacidad para esquivar ataques y su equipo de protección. La clase de armadura es una mecánica que puede usarse como parte de la salud y el equilibrio del juego de combate. La CA "es aproximadamente equivalente a la esquiva defensiva en los juegos de guerra"..

## Presentación

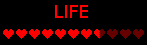
Un indicador de puntos de salud basado en corazones similar al de The Legend of Zelda

El indicador de salud puede representarse de varias formas. Las formas más básicas son fracciones y barras de salud, así como diversos iconos como corazones o escudos. Los juegos más recientes pueden utilizar una barra de salud no lineal, en la que los golpes más tempranos quitan más daño que los posteriores, con el fin de hacer que el juego parezca más emocionante.
El indicador puede combinarse con otros elementos de la interfaz del juego. Doom utiliza un retrato del personaje situado en la parte inferior de la pantalla como indicador de este tipo, además de un indicador numérico del porcentaje de salud. Si el héroe recibe daño, su cara aparecerá cada vez más dolorida y cubierta de sangre. El indicador de puntos de salud también puede formar parte del personaje. En Dead Space, se encuentra en el traje del protagonista. En Trespasser', se representa como un tatuaje en el pecho del protagonista. En Half-Life: Alyx, un juego de RV, el indicador está situado en el dorso de la mano no dominante del jugador, lo que requiere que el jugador mire físicamente su mano rastreada para comprobar su salud. El estado del personaje se puede transmitir a través del sonido. En Dungeons of Daggorath, la frecuencia de los latidos del corazón del personaje depende de la cantidad de daño recibido. Silent Hill utiliza un sistema similar, pero transmite los latidos del corazón a través de las vibraciones del mando DualShock.
El indicador de puntos de salud del personaje del jugador suele ocupar una posición importante en el HUD del juego. En The Legend of Zelda, ocupa un tercio del HUD. Sin embargo, varios juegos prescinden de dicho indicador. En la serie Super Mario, el personaje del jugador sólo tiene inicialmente un punto de salud, y la apariencia del personaje se utiliza para indicar el número de puntos de salud; si el personaje recoge un Super Champiñón, crece en tamaño y gana un punto de salud adicional. En varios shooter en primera persona, como Call of Duty o Halo, el valor numérico de los puntos de salud del personaje se oculta al jugador. Sin embargo, cuando el personaje del jugador recibe una gran cantidad de daño, la pantalla del juego (o la parte de la pantalla a la que se infligió el daño) se pinta de rojo, a menudo incluyendo gotas de sangre, lo que simula el efecto de una herida en la vida real. A medida que se recupera la salud, estos efectos desaparecen gradualmente.

## Historia

### Puntos de golpe
El término "puntos de golpe" fue acuñado por el cocreador de Dragones y Mazmorras Dave Arneson. Mientras desarrollaba el juego de rol de mesa Dungeons & Dragons con Gary Gygax basado en el anterior juego de este último Chainmail, Arneson pensó que era más interesante para los jugadores manejar pequeños escuadrones que un gran ejército. Esto también les permitía representar el papel de cada miembro del escuadrón. Sin embargo, este enfoque tenía un inconveniente: según las reglas de Chainmail, el jugador tiraba los dados durante cada batalla y, en función del número obtenido, el personaje mataba al enemigo o moría. Como los jugadores no querían perder los personajes a los que se habían acostumbrado, Arneson creó un sistema de "puntos de vida" basado en una mecánica similar utilizada anteriormente en los wargames Don't Give Up the Ship y Ironclads. Según este sistema, cada personaje tiene un número determinado de puntos de golpe, que disminuye con cada golpe que recibe. Esto permite al personaje sobrevivir a varios golpes de un enemigo.
Algunos de los primeros juegos de PC en utilizar puntos de golpe son Rogue (1980), en el que la salud se representa mediante una fracción, y Dungeons of Daggorath (1982), que incluye un latido audible influido por el estado del personaje jugador. Los videojuegos de acción también empezaron a alejarse de las muertes de un solo golpe para adoptar sistemas de salud que permitían a los jugadores recibir múltiples golpes, como el juego arcade shoot 'em up de SNK Ozma Wars (1979) que representaba numéricamente un suministro de energía que se agotaba al recibir golpes y el juego Intellivision de Mattel Tron: Deadly Discs (1982) que permitía a los jugadores recibir múltiples golpes a costa de reducir la maniobrabilidad.

### Medidor de salud
Antes de la introducción de los medidores de salud, los videojuegos de acción solían utilizar un sistema de vidas en el que el jugador sólo podía recibir daño una vez, pero podía continuar la partida a costa de una vida. La introducción de medidores de salud concedió a los jugadores el derecho a cometer errores y permitió a los desarrolladores de juegos influir en la dificultad de un juego ajustando el daño que inflige un personaje enemigo.
Flash Boy (1981) de Data East para la recreativa DECO Cassette System, un juego de desplazamiento de acción basado en la serie de manga y anime Astro Boy (1952-1968), tiene una barra de energía que se agota gradualmente con el tiempo y parte de la cual puede sacrificarse para obtener invencibilidad temporal. Punch-Out!! (1983), un juego de boxeo arcade desarrollado por Nintendo, tiene un medidor de resistencia que se repone cada vez que el jugador golpea con éxito al oponente y disminuye si el jugador no consigue esquivar el golpe del oponente; si el medidor se agota por completo, el personaje del jugador pierde el conocimiento.
Yie Ar Kung-Fu (1984), un juego de lucha arcade desarrollado por Konami, sustituyó el sistema de puntuación de Karate Champ (1984) por un sistema de medidor de salud. Cada luchador tiene un medidor de salud, que se agota a medida que recibe golpes; una vez que el medidor de salud de un luchador se agota por completo, se produce un knockout. Yie Ar Kung-Fu estableció los medidores de salud como una característica estándar en los juegos de lucha. Kung-Fu Master (1984), un beat 'em up arcade desarrollado por Irem, utiliza un medidor de salud para representar la salud del jugador, con la barra agotándose al recibir daño. Además de que el personaje del jugador tiene un medidor de salud, los jefes también tienen medidores de salud, lo que lleva a que el juego se convierta temporalmente en un juego de lucha uno contra uno durante las batallas contra los jefes. Kung-Fu Master estableció los medidores de salud como una característica estándar en juegos de desplazamiento lateral de acción como los beat 'em ups.
Los medidores de salud también empezaron a utilizarse para representar los puntos de vida en videojuegos de rol, a partir de The Black Onyx (1984), desarrollado por Bullet-Proof Software. Esto inspiró el uso de una barra de salud en Hydlide (1984), un juego de rol de acción de T&E Soft, que lo llevó un paso más allá con una barra de salud que se regeneraba. El título de rol de acción arcade de Namco Dragon Buster (1984) popularizó aún más el uso de una barra de salud en los juegos de rol.

### Regeneración
El juego de plataformas Apple II de 1982 Crisis Mountain' muestra la salud como un número del 3 (lleno) al 0 (muerto), y la salud se regenera gradualmente con el tiempo. En Hydlide (1984) y la serie Ys, la salud del personaje (representada tanto como puntos de golpe como un medidor de salud) se restaura cuando el personaje no se mueve. Halo: Combat Evolved (2001) is credited with popularizing the use of regeneration in first-person shooters. However, according to GamesRadar+'s Jeff Dunn, regeneration in its current form was introduced in The Getaway (2002), as Halo: Combat Evolved only used shield regeneration.

### Defensa
A Arneson también se le atribuye el término "clase de armadura", que se utilizó en Chainmail y luego en Dungeons & Dragons; "aunque la clase armadura podría haberse inspirado en las reglas de ¡No abandones el barco!, no hay un atributo explícito con ese nombre en las reglas del juego. [...] Parece más probable que las reglas caseras de Arneson para la clase de armadura nunca llegaran a la versión final publicada del wargame". Sin embargo, muchos juegos de rol que siguieron a Dungeons & Dragons abandonaron el término "clase de armadura" y simplemente lo sustituyeron por "defensa".